# جزيرة زاريمبو
جزيرة زاريمبو (بالإنجليزية: Zarembo Island)‏ هي جزيرة في أرخبيل ألكسندر في جنوب شرق ألاسكا في الولايات المتحدة الأمريكية.
تقع في جنوب جزيرة ميتكوف وشمال غرب جزيرة إيتولين. وشمال شرق جزيرة كوبريانوف وجنوب غرب جزيرة برينس أوف ويلز.
مساحتها 474 كم مربع، وهي في الترتيب رقم 34 ضمن أكبر جزر الولايات المتحدة الأمريكية.
سميت باسم ديونيسيوس زاريمبو قبطان بولندي في الشركة الأمريكية الروسية وأحد مستكشفي ألاسكا . وكان قبطاناً لسفينة تشيتشاغوف.